# Nur Fathiah Diaz
Nur Fathiah Diaz (sinh ngày 20 tháng 10 năm 1999) là một diễn viên lồng tiếng của Malaysia. Cô lồng tiếng cho hai nhân vật chính trong loạt phim hoạt hình Upin & Ipin trong ba mùa. Asyiela Alexandre thay thế Fathiah kể từ mùa bốn.
Sau khi tạm thời ngưng công việc, Fathiah lồng tiếng cho nhân vật chính BoBoiBoy trong loạt phim hoạt hình BoBoiBoy và phim điện ảnh BoBoiBoy: The Movie và BoBoiBoy Galaxy.
Fathiah là chị cả của Diaz Huy Bahauddin và Azlina. Fathiah bắt đầu làm việc từ năm 8 tuổi. Ngoài ra, em trai Muhammad Fathi Diaz cũng lồng tiếng nhân vật Ochobot trong BoBoiBoy.